# Међународна организација
Међународна организација (или међудржавна) је организација чији досег и област дејства обухвата више држава.
Разликују се две основне врсте ових организација, а то су: 
- међународне међудржавне организације, чије чланице су суверене државе, и
- међународне невладине организације, које су формално приватне организације.

Појам међународна организација пре свега се односи на међудржавне организације.

## Формално-правни статус
Формално-правно говорећи, међународна организација мора бити основана споразумом који јој даје правоснажност. Овако основане међународне организације предмет су међународног права и могу да улазе у споразуме и спорове међусобно или са појединим државама. На овај начин, међународне организације разликујемо од других међудржавних група, као што су на пример Г8 и Г77, а које нису основане међународним споразумом. С друге стране, треба уочити разлику између међународних организација и споразума; иако се међународне организације утемељују споразумима, неки споразуми, нпр. Северноамерички споразум о слободној трговини НАФТА није међународна организација пошто нема сопствену администрацију већ се ослања искључиво на администрације земаља чланица споразума.

## Категоризација међународних организација
Имајући правни и административни статус у виду, међународне организације можемо сврстати у две категорије, и то:
- по чланству,
- по функцији

Међународне организације можемо да разликујемо на основу држава чланица и да ли је чланство слободно или ограничено. Чланство у неким међународним организацијама (глобалне организације) отворено је за све државе света. У ову категорију сврставамо УН (Уједињене нације), њене посебне агенције и СТО (Светску трговинску организацију).
Најчешћи пример међународних организација са ограниченим чланством су регионалне организације, на пример Европска унија или Афричка унија. Ограничење може бити и по другим критеријумима, као на пример Комонвелт или Франкофонија, које су утемељене на историјско-културолошким везама, ОПЕК (организација земаља извозника нафте), која се темељи на специфичној економској активности и интересу, или пак религиозне.
Неке функционалне, специјалистичке организације претходиле су свим осталим међународним организацијама. У 19. веку, Француска је била fons et origo (инспиратор и подстрекач) многих таквих организација. На пример, Међународни биро за тежине и мере стациониран је у Паризу, са циљем да одржи и регулише SI (метрички) систем. Други пример функционалних организација јесу патентне организације.

## Примери међународних организација

### Глобалне организације
- Уједињене нације, и њене специјализоване агенције и придружене организације
- Светска трговинска организација
- Међународна хидрографска организација
- Међународна организација за стандардизацију
- Светски поштански савез

### Регионалне организације
- Европа: Европска унија (ЕУ/EU), Савет Европе (CoE), Европска свемирска агенција (ЕСА/ESA), Европска асоцијација за слободну трговину (EFTA), Европска патентна организација
- Америка: Организација америчких држава (ОАС/OAS), Јужноамеричка заједница држава, Меркосур (Јужно заједничко тржиште), Андска заједница, Карипска заједница (КАРИКОМ/CARICOM), Организација источно карипских земаља (ОЕЦС/OECS), Рио група, Централно амерички парламент
- Африка: Афричка унија (раније Организација за афричко јединство), Савет за поравнање (Conseil de l'Entente), Економска заједница западно афричких земаља (ЕКОВАС/ECOWAS), Јужноафричка заједница за развој (САДК/SADC), Међудржавно надлештво за развој(ИГАД/IGAD)
- Азија: Азијски кооперативни дијалог (АКД/ACD), Асоцијација нација Југоисточне Азије(АСЕАН/ASEAN), Јужноазијска асоцијација за регионалну сарадњу (СААРЦ/SAARC), Заливски савет за кооперацију
- Трансатлантске: Организација северноатлантског споразума (НАТО), Организација за европску безбедност и сарадњу (ОЕБС/OSCE)
- Евро-азијске: Заједница независних држава (ЗНД/CIS), Шангајска организација за кооперацију (СЦО/SCO), Евро-азијска економска заједница, Евроазијска економска унија (ЕАУ)
- Пацифик: Азијско-пацифички економски форум (АПЕК/APEC), Форум пацифичких острва

### Организације основане по другим критеријумима
- Организација за економску сарадњу и развој (ОЕЦД/OECD)
- Организација земаља извозника нафте (ОПЕК/OPEC)
- Комонвелт нација (Велика Британија и већина њених некадашњих колонија)
- Франкофонија (Француска и већина њених некадашњих колонија)
- Заједница земаља у којима се говори португалски језик (Comunidade dos Países de Língua Portuguesa)
- Организација иберијско-америчких држава (Шпанија, Португал и Латинска Америка)
- Латинска унија (Unión Latina) (Окупља све земље у којима се говори Романски језици)
- Покрет несврстаних
- Арапска лига
- Организација исламске конференције
- Међународна организација братских градова (Sister Cities International)

1. ↑  Мишић, Милан, ур. (2005). Енциклопедија Британика. Л-М. Београд: Политика : Народна књига. стр. 145. ISBN 86-331-2116-6.